# Ecorregión terrestre puna de los Andes centrales
La ecorregión terrestre puna de los andes centrales, también llamada puna central, puna propiamente dicha, o puna subhúmeda (en inglés Central Andean puna) (NT1002), es una georregión ecológica situada en las mesetas altiplánicas del centro-oeste de América del Sur. Se la incluye entre los pastizales y matorrales de montaña del neotrópico de la ecozona Neotropical.

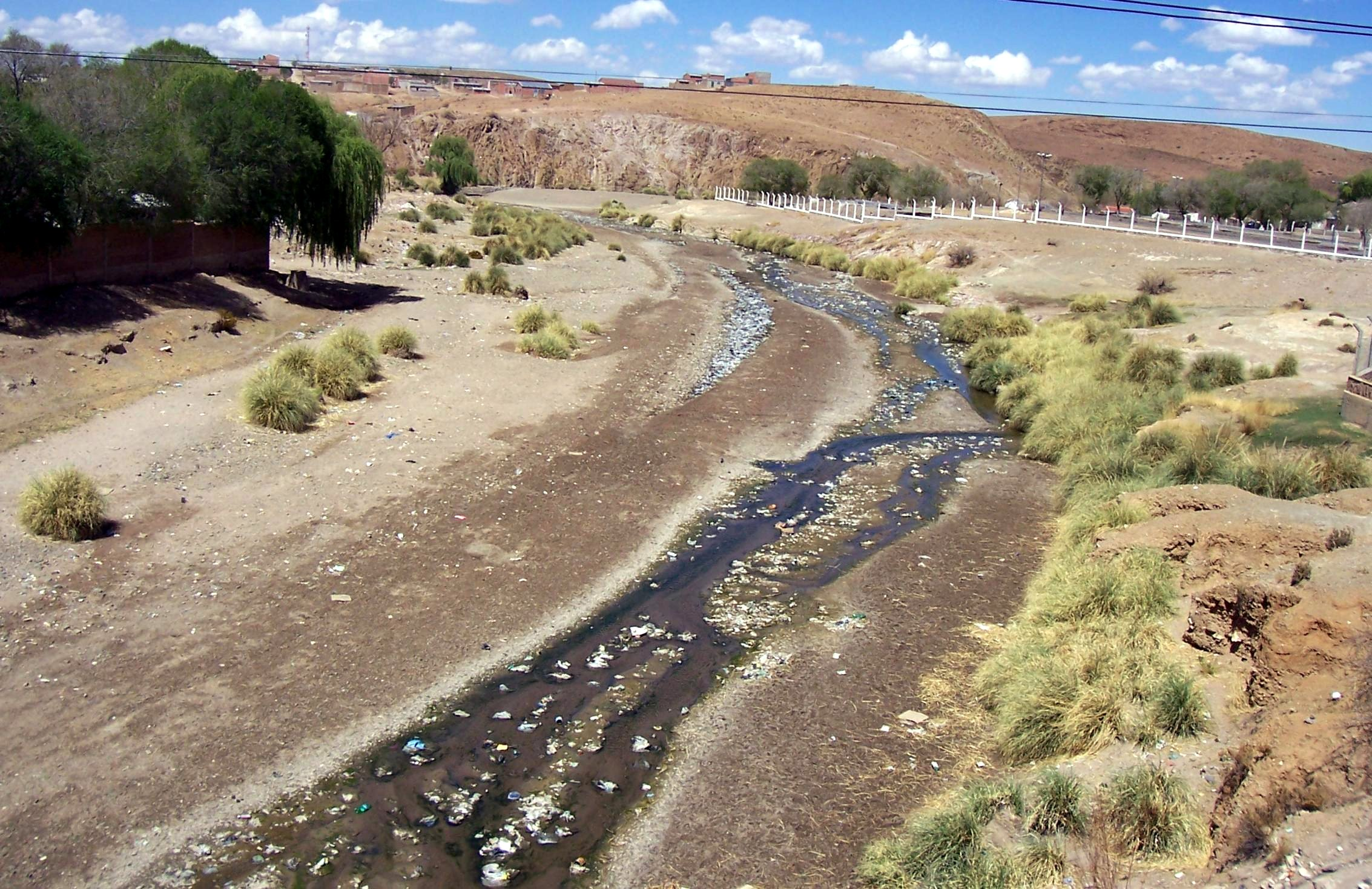
Río La Quiaca; ecorregión puna central.

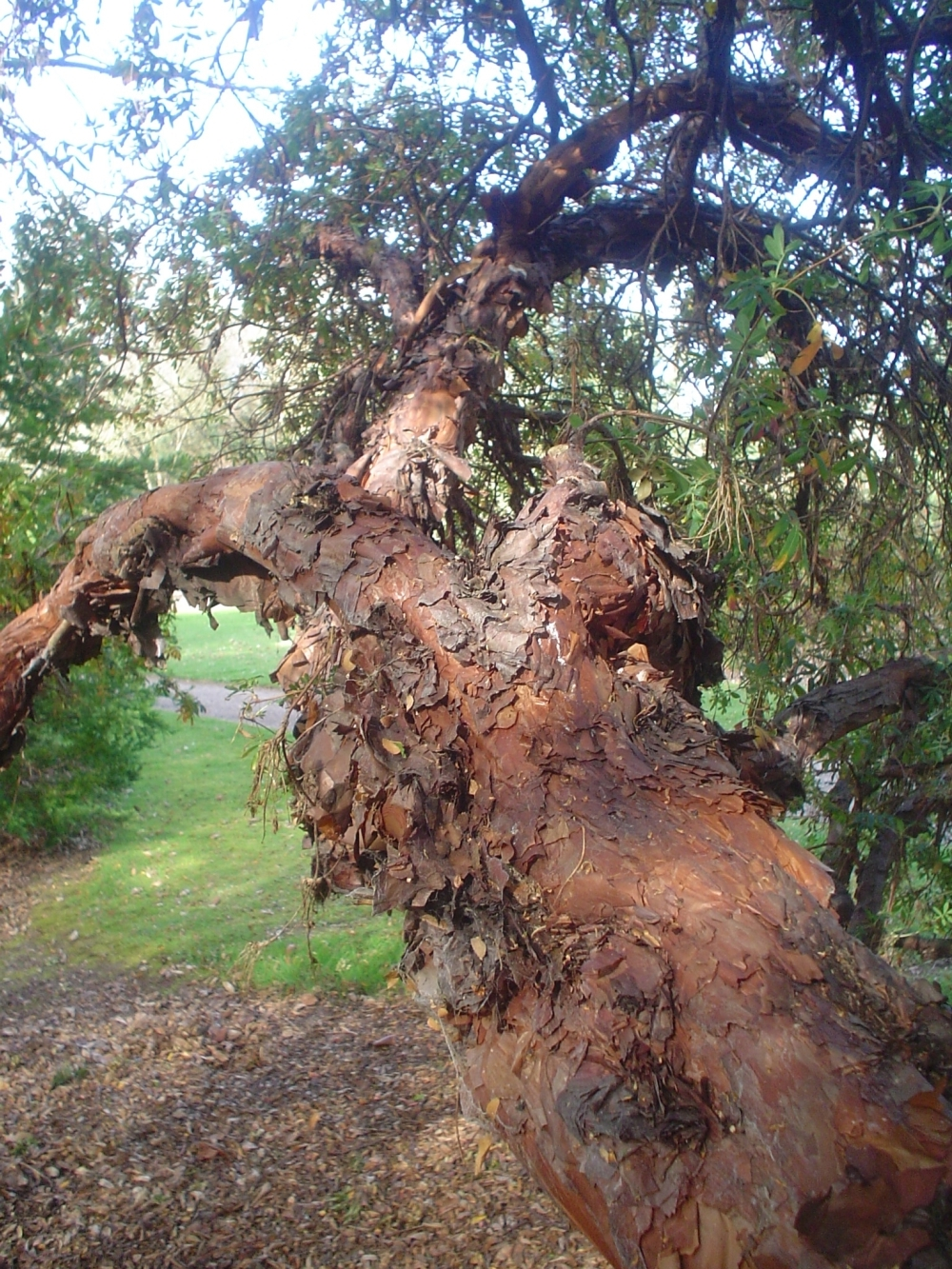
Una de las especies de queñoa, los árboles característicos de esta formación.

## Distribución

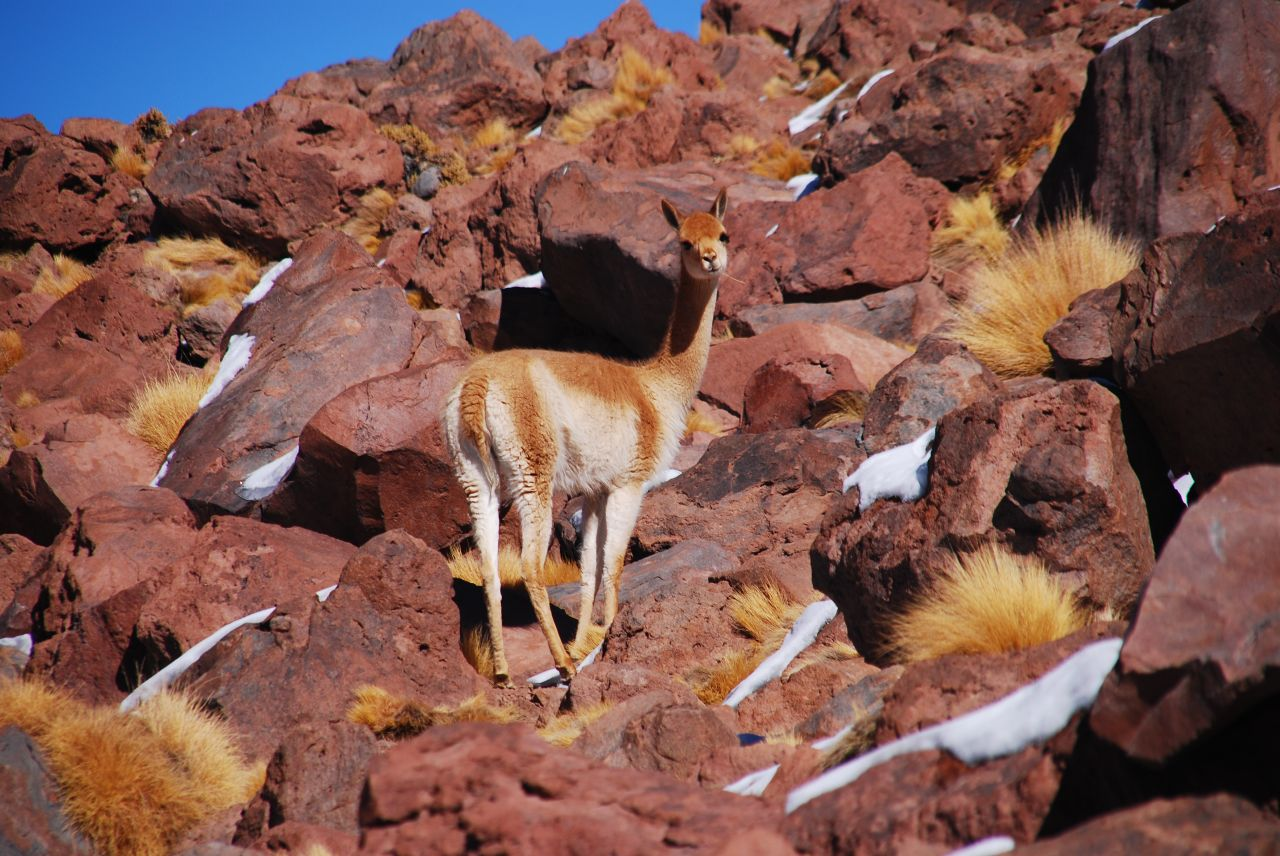
Vicuña austral (Vicugna vicugna vicugna) a una altitud de 3950, al pie del volcán Caichinque, en la Región de Antofagasta, Chile; taxón cumún en esta ecorregión.

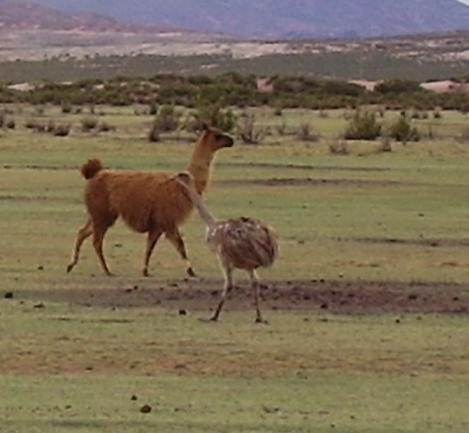
Suri cordillerano (Rhea pennata garleppi) en la hacienda «Tika Uta», municipalidad de Turco, departamento de Oruro, Bolivia. Es un ave característica de esta ecorregión.

Se distribuye, por sobre los 3500 m s. n. m., en el sur del Perú, el oeste de Bolivia,  y el noroeste de la Argentina, en las provincias de: Jujuy, Salta, Tucumán, y Catamarca.

## Características geográficas
Esta ecorregión es continua, y constituye una transición entre la puna húmeda, situada al norte y al oeste, y la puna seca, ubicada al sur y oeste. El paisaje es típicamente montañoso, con picos nevados, pastos de montaña, lagos de altura, y valles altiplánicos.
Posee dos regiones discontinuas: las cabeceras de las cuencas sudoccidentales del pacífico peruano y algunas de las del río Pampas, y una segunda región en las estribaciones andinas bolivianas y argentinas.
El Fondo Mundial para la Naturaleza (WWF) subdivide a la puna en tres ecorregiones, de las cuales esta es una de ellas.

## Características biológicas

### Flora
Fitogeográficamente,  esta ecorregión pertenece al distrito fitogeográfico de la Puna subhúmeda de la provincia fitogeográfica puneña, una de las secciones en que se divide el dominio fitogeográfico andino-patagónico.
Las queñoas forman bosques con gran cantidad de especies de plantas y animales endémicas.
Gato, el gato es un mamífero
Aves
Entre las aves de esta ecorregión destacan el cóndor (Vultur gryphus), las dormilonas (Muscisaxicola), comosebos o yales (Phrygilus), agachonas (Thinocorus), las monteritas (Poospiza), las palomitas cordilleranas (Metriopelia), el picaflores andinos (Oreotrochilus), las camineras (Geositta), etc. Entre los endemismos está el suri cordillerano (Rhea pennata garleppi).